# Herdenkingsmunten van € 2 (2020)
Hieronder staat een lijst van herdenkingsmunten van twee euro die 2020 als slagjaar hebben.
| Afbeelding | Land         | Ter gelegenheid van                                                                                             | Oplage     | Datum uitgave     |
| --- | ------------ | --- | ---------- | ----------------- |
| | Italië       | 80ste verjaardag van de oprichting van het nationale brandweerkorps (Corpo Nazionale dei Vigili del Fuoco)      | 3.000.000  | 20 januari 2020   |
| Omschrijving: Het ontwerp laat in het midden het logo van de Nationale brandweer zien; links “RI”, het acroniem van de Italiaanse Republiek; rechts het jaar van de uitgifte van de munt “2020”; “R”, het muntteken van het munthuis in Rome; onderaan “LDS”, de initialen van de ontwerper Luciana De Simoni; bovenaan de boogvormige inscriptie “CORPO NAZIONALE DEI VIGILI DEL FUOCO”. Op de buitenste ring van de munt staan de 12 sterren van de Europese vlag afgebeeld. |              | |            |                   |
| |              | |            |                   |
| | Estland      | 200ste verjaardag van de ontdekking van Antarctica                                                              | 750.000    | 27 januari 2020   |
| Omschrijving: De ontdekking houdt verband met Estland, want een van de eersten die Antarctica zag in 1820 was Fabian Gottlieb von Bellingshausen, een Baltisch-Duitse zeevaarder die geboren werd in Saaremaa (Estland) en de ontdekking beschreef. Op de munt staat een motief van een zeilschip afgebeeld. Verder staan “Fabian Gottlieb von Bellingshausen”, “ANTARKTIKA 200”, de landsnaam “EESTI” en het jaar van uitgifte “2020” vermeld. Op de buitenste ring van de munt staan de twaalf sterren van de Europese vlag afgebeeld. |              | |            |                   |
| |              | |            |                   |
| | Duitsland    | Sanssouci in Potsdam, Brandenburg (vijftiende uit de 'Bundesländer'-serie)                                      | 30.517.400 | 28 januari 2020   |
| Omschrijving: Te zien is het Sanssouci Paleis. De bovenste helft van het binnenste gedeelte van de munt bevat het muntteken van de respectieve munt (“A”, “D”, “F”, “G” of “J”), de initialen van de kunstenaar en het jaartal “2020”. De onderste helft van het binnenste gedeelte van de munt bevat het opschrift “BRANDENBURG” en de Duitse code van de uitgevende staat “D”. Op de buitenste ring van de munt staan de 12 sterren van de Europese vlag afgebeeld. |              | |            |                   |
| |              | |            |                   |
| | Frankrijk    | Charles de Gaulle 130ste geboortedag, 50ste sterfdag en 80ste verjaardag van het appèl op 18 juni 1940          | 18.061.940 | 31 januari 2020   |
| Omschrijving: Op de munt wordt Charles de Gaulle op twee verschillende tijdstippen in profiel afgebeeld. Het profiel op de achtergrond toont generaal Charles de Gaulle in uniform bij zijn oproep tot verzet van 18 juni 1940 of tijdens de bevrijding van Parijs. Het profiel op de voorgrond beeldt Charles de Gaulle af tijdens zijn tweede presidentiële ambtstermijn. De vermelding RF is gedeeltelijk geïntegreerd in het kruis van Lotharingen, dat door generaal de Gaulle in 1940 werd gekozen als symbool van de Vrije Fransen. In het kruis van Lotharingen zijn tevens de jaartallen vermeld van zijn geboorte en zijn overlijden, en het jaar van uitgifte. Op de buitenste ring van de munt staan de twaalf sterren van de Europese vlag afgebeeld. |              | |            |                   |
| |              | |            |                   |
| | Spanje       | Mudéjararchitectuur van Aragón (elfde uit de serie 'UNESCO Wereld Erfgoedlijst')                                | 4.024.500  | 31 januari 2020   |
| Omschrijving: Op de munt staat de toren van El Salvador in Teruel afgebeeld. Links staat in hoofdletters het woord “ESPAÑA” en rechts het muntteken met daaronder het jaar van uitgifte 2020. Bovenaan in het midden staat in boogvorm en in hoofdletters het bijschrift “ARQUITECTURA MUDÉJAR DE ARAGÓN”. Op de buitenste ring van de munt staan de twaalf sterren van de Europese vlag afgebeeld. |              | |            |                   |
| |              | |            |                   |
| | Estland      | 100ste verjaardag van de ondertekening van het Vredesverdag van Tartu                                           | 1.000.000  | 1 februari 2020   |
| Omschrijving: Op 2 februari 1920 werd tussen Estland en de Sovjetunie de Vrede van Tartu ondertekend. Daarmee werd de oostelijke grens van Estland vastgelegd en kwam er een einde aan de onafhankelijkheidsoorlog. Op de munt staat een boom afgebeeld met takken waarin de woorden “TARTU RAHU” (Vrede van Tartu) te lezen staan. De landsnaam “EESTI” en de datum van uitgifte “2 februari 2020” staan ook op de munt. Op de buitenste ring van de munt staan de twaalf sterren van de Europese vlag afgebeeld. |              | |            |                   |
| |              | |            |                   |
| | Luxemburg    | 200ste geboortedag van Prins Hendrik van Oranje-Nassau (drieënentwintigste uit de 'Luxemburgse dynastie'-serie) | 316.000    | 26 februari 2020  |
| Omschrijving: Aan de rechterkant de beeltenis van Zijne Koninklijke Hoogheid, Groothertog Henri, en aan de linkerkant de beeltenis van prins Henri. Onderaan staat de naam van de uitgevende staat “LUXEMBURG” en de jaardatum “2020”. Links, halfcirkelvormig, staat de inscriptie “Prince Henri d’Orange-Nassau” en onder zijn beeltenis staat de inscriptie “1820 - 1879”. Op de buitenste ring van de munt staan de 12 sterren van de Europese vlag afgebeeld. |              | |            |                   |
| |              | |            |                   |
| | België       | Internationaal Jaar van de Plantengezondheid                                                                    | 755.000    | 5 maart 2020      |
| Omschrijving: Op het binnenste gedeelte van de munt staat het officiële IYPH 2020-logo, dat symbool staat voor bladeren, en de tekst “International year of plant health”. De bladeren staan symbool voor gezonde planten als bron van de zuurstof die we inademen, het voedsel dat we eten en alle leven op aarde. Die positieve afbeelding van bladeren die beschermd zijn tegen dodelijke plagen en ziekten vormt een cirkel die de wereld voorstelt en benadrukt hoezeer de plantgezondheid en -bescherming een wereldwijde kwestie is. Plantgezondheid is de sleutel tot het beëindigen van honger, het terugdringen van armoede, het beschermen van het milieu en het stimuleren van de economische ontwikkeling. Aangezien de Koninklijke Nederlandse Munt de munt heeft geslagen, bevindt zich rechts het muntteken van Utrecht, een mercuriusstaf. Het muntteken van de directeur van de Koninklijke Munt van België, het wapenschild van de gemeente Herzele, bevindt zich links. De landcode BE en het jaartal 2020 staan onderaan. Op de buitenste ring van de munt staan de twaalf sterren van de Europese vlag afgebeeld. |              | |            |                   |
| |              | |            |                   |
| | San Marino   | 500ste sterfdag van Rafaël                                                                                      | 56.500     | 5 maart 2020      |
| Omschrijving: Het ontwerp toont het profiel van de Heilige Maagd, een detail uit het fresco “Madonna di Casa Santi”, het eerste meesterwerk van de zeer jonge Rafaël dat hij schilderde in zijn geboortehuis in Urbino, waar nu de prestigieuze Accademia Raffaello is gevestigd. Het werk toont de Heilige Maagd met het kind Jezus, dat op haar knieën slaapt, en belichaamt de fijngevoeligheid van de intimiteit tussen moeder en zoon, een terugkerend thema in zijn kunst. Bovenaan rechts staan de naam van het land van uitgifte “SAN MARINO” en de jaartallen “1520” en “2020”. Onderaan staat de inscriptie “RAFFAELLO”, rechts de initialen van de ontwerpster Annalisa Masini “A.M.” en links de letter “R”, het muntteken van het munthuis van Rome. Op de buitenste ring van de munt staan de twaalf sterren van de Europese vlag afgebeeld. |              | |            |                   |
| |              | |            |                   |
| | Letland      | Letgaals keramiek                                                                                               | 412.000    | 5 juni 2020       |
| Omschrijving: De munt is gewijd aan Letgaals aardewerk. Het traditionele aardewerk heeft zich gedurende langere tijd in twee districten — Letgallen en Kurzume — ontwikkeld, maar is alleen in Letgallen steeds doorgegeven aan de volgende generaties en aldus blijven bestaan. Het Letgaalse aardewerk maakt ook deel uit van de Letse culturele canon. Het ontwerp is een afbeelding van een kandelaar in klei, een typisch stuk Letgaals aardewerk. Het is ook voorzien van het opschrift “LATGALES KERAMIKA” (Letgaals aardewerk), de naam van het land “LATVIJA” en het jaar van uitgifte “2020”. Op de buitenste ring van de munt staan de twaalf sterren van de Europese vlag afgebeeld. |              | |            |                   |
| |              | |            |                   |
| | Italië       | 150ste geboortedag van Maria Montessori                                                                         | 3.000.000  | 9 juni 2020       |
| Omschrijving: Een portret van Maria Montessori in een geometrische compositie met enkele didactische elementen ontleend aan haar onderwijssysteem. Rechts in het ontwerp “RI”, het acroniem van de Italiaanse Republiek; links “R”, het muntteken van het munthuis van Rome; rechts “LDS”, de initialen van de ontwerper Luciana De Simoni; bovenaan het jaartal “1870”, het geboortejaar van de Italiaanse pedagoge; onderaan het jaartal “2020”, het jaar van uitgifte van de munt; rondom het portret de inscriptie “MARIA MONTESSORI”. Op de buitenste ring van de munt staan de 12 sterren van de Europese vlag afgebeeld. |              | |            |                   |
| |              | |            |                   |
| | Vaticaanstad | 100ste geboortedag van Paus Johannes Paulus II                                                                  | 79.000     | 23 juni 2020      |
| Omschrijving: Het ontwerp bevat Paus Johannes Paulus II, het huis waar hij is geboren en de basiliek in de buurt van zijn huis in Wadowice, Polen. Linksboven staat in een halve cirkel het opschrift “PAPA GIOVANNI PAOLO II”. Rechts staan de jaren “1920 2020” en het muntteken “R”. Onderaan, in een halve cirkel, staat de naam van het uitgevende land “CITTA’ DEL VATICANO”. Onder de afbeelding van de basiliek staan de artiestennaam “G. TITOTTO” en de initialen van de graveur “M.A.C. INC” (Maria Angela Cassol, graveur). Op de buitenste ring van de munt staan de twaalf sterren van de Europese vlag afgebeeld. |              | |            |                   |
| |              | |            |                   |
| | Griekenland  | 2500ste verjaardag van de Slag bij Thermopylae                                                                  | 750.000    | 30 juni 2020      |
| Omschrijving: Het ontwerp toont een oud-Griekse helm. Langs de binnenkant staat in het Grieks “2500 JAAR SINDS DE SLAG BIJ THERMOPYLAE” en “HELLEENSE REPUBLIEK”. Op de achtergrond bevindt zich ook het jaar van uitgifte “2020” en een palmet (het muntmerk van de Griekse munt). Rechts onder de helm is het monogram van de kunstenaar (George Stamatopoulos) zichtbaar. Hoewel de slag bij Thermopylae op een nederlaag voor de Grieken uitdraaide, blijft het gevecht een tijdloos symbool voor heldhaftig verzet. Op de buitenste ring van de munt staan de twaalf sterren van de Europese vlag afgebeeld. |              | |            |                   |
| |              | |            |                   |
| | Griekenland  | 100ste verjaardag van de vereniging van Thracië met Griekenland                                                 | 750.000    | 16 juli 2020      |
| Omschrijving: Het ontwerp is een replica van een oude munt uit de Thracische stad Abdera, waarop een griffioen wordt afgebeeld. Langs de binnenkant staat in het Grieks “100 JAAR SINDS DE VERENIGING VAN THRACIË MET GRIEKENLAND” en “HELLEENSE REPUBLIEK”, alsmede het jaar van uitgifte “2020” en een palmet (het muntmerk van de Griekse munt). Links is ook het monogram van de ontwerper (George Stamatopoulos) zichtbaar. De regio Thracië, gelegen in het uiterste noordoosten van het land, werd na het einde van de Eerste Wereldoorlog met Griekenland verenigd. Op de buitenste ring van de munt staan de twaalf sterren van de Europese vlag afgebeeld. |              | |            |                   |
| |              | |            |                   |
| | Malta        | Megalithische tempels van Ta' Skorba (vijfde uit de 'Prehistorische Tempels'-serie)                             | 200.000    | 24 juli 2020      |
| Omschrijving: Het ontwerp toont Skorba, een prehistorische tempel in de buurt van het gehucht Zebbiegh, in het noordwesten van Malta. Het complex bestaat uit twee naast elkaar gebouwde tempels. Deze werden gebouwd op een veel oudere nederzetting, waarvan de overblijfselen buiten het tempelcomplex werden ontdekt. Skorba heeft niet de monumentaliteit van de andere tempels op de Maltese eilanden. Desalniettemin is de site van het grootste belang omdat archeologen hiermee de prehistorische culturele sequentie van Malta hebben kunnen bepalen en hebben kunnen vaststellen dat de eilanden voor het eerst werden bewoond rond 5 000 v.Chr. Aan de bovenzijde van het ontwerp staat de inscriptie “SKORBA TEMPLES 3600-2500 BC”. Aan de onderzijde staan de naam van het land van uitgifte “MALTA” en het jaar van uitgifte “2020”. Op de buitenste ring van de munt staan de twaalf sterren van de Europese vlag afgebeeld. |              | |            |                   |
| |              | |            |                   |
| | Finland      | 100ste verjaardag van de oprichting van de Universiteit van Turku                                               | 720.000    | 14 augustus 2020  |
| Omschrijving: Het rasterpatroon vertegenwoordigt de interactie tussen universiteiten en de samenleving. Bovenaan het ontwerp staat het jaar van uitgifte “2020”, rechts het muntteken met daaronder de aanduiding van het land van uitgifte “FI”. Op de buitenste ring van de munt zijn de twaalf sterren van de Europese vlag afgebeeld. |              | |            |                   |
| |              | |            |                   |
| | San Marino   | 250ste sterfdag van Giambattista Tiepolo                                                                        | 56.500     | 27 augustus 2020  |
| Omschrijving: Links op de munt is de buste van een engel afgebeeld, een detail uit Tiepolo’s schilderij “Agar ed Ismaele”, dat in de “Scuola Grande di San Rocco” in Venetië hangt, en zijn de initialen “C.M.” te zien van de auteur Claudia Momoni. Bovenaan staan het opschrift “TIEPOLO” en de letter “R” voor de munt van Rome; rechts staan de data 1770 en 2020 en het opschrift “SAN MARINO”. Op de buitenste ring van de munt zijn de twaalf sterren van de Europese vlag afgebeeld. |              | |            |                   |
| |              | |            |                   |
| | Portugal     | 730ste verjaardag van de oprichting van de Universiteit van Coimbra                                             | 360.000    | 1 september 2020  |
| Omschrijving: Het ontwerp toont de toren van de universiteit van Coimbra en een visuele compositie van driehoeken die de daken van de universiteit van Coimbra voorstellen, waarvan de hoogste de Joaninabibliotheek afbeeldt. Tussen de driehoeken staat de vermelding “UNIVERSIDADE DE COIMBRA 730 ANOS PORTUGAL 2020” (UNIVERSITEIT VAN COIMBRA 730 JAAR PORTUGAL 2020). Op de buitenste ring van de munt staan de 12 sterren van de Europese vlag afgebeeld. |              | |            |                   |
| |              | |            |                   |
| | Litouwen     | Opper-Litouwen (tweede uit de 'Etnografische Regio's'-serie)                                                    | 500.000    | 16 september 2020 |
| Omschrijving: Op de munt staat een wapenschild afgebeeld met daarop een ridder in harnas met een zwaard in de rechterhand. Het wapenschild wordt gedragen door twee engelen die op symbolische wijze Aukštaitija verheerlijken en beschermen. Aukštaitija is een van de belangrijkste regio’s en de bakermat van de Litouwse staat. Onderaan staat het Latijnse opschrift “PATRIAM TUAM MUNDUM EXISTIMA” (BESCHOUW UW LAND VAN HERKOMST ALS DE HELE WERELD). Rond dit ontwerp staan eveneens de opschriften “LIETUVA” (het land van uitgifte), “AUKŠTAITIJA”, het jaar van uitgifte “2020” en het muntteken van de Litouwse Munt. Op de buitenste ring van de munt staan de twaalf sterren van de Europese vlag afgebeeld. |              | |            |                   |
| |              | |            |                   |
| | Frankrijk    | Medisch onderzoek                                                                                               | 310.000    | 6 oktober 2020    |
| Omschrijving: Het ontwerp toont een allegorische voorstelling van de unie der mensheid, voorgesteld door een gezicht in een wereldbol. Het gezicht kijkt naar het allerkleinste, dat wordt voorgesteld door delen van DNAstrengen in een cirkel. Met de schuine as van het ontwerp beeldt deze allegorie uit hoe het onderzoek en het verstand het allerkleinste beheersen, het bestuderen en ziekten overwinnen. De aanduiding van het land van uitgifte “RF” bevindt zich rechtsboven, het muntmerk en het jaar van uitgifte “2020” staan linksonder. Op de buitenste ring van de munt staan de twaalf sterren van de Europese vlag afgebeeld. |              | |            |                   |
| |              | |            |                   |
| | Portugal     | 75-jarig bestaan van de Verenigde Naties                                                                        | 510.000    | 7 oktober 2020    |
| Omschrijving: Op het ontwerp is het VN-logo afgebeeld. Bovenaan staat het jaar van uitgifte “2020”, de naam van het land van uitgifte “PORTUGAL” en de inscriptie “UN 75 YEARS”. Onder de woorden “UN” en “YEARS” staat hun vertaling in het Portugees “ONU” en “ANOS”. Aan de linkerkant staat de naam van de munt “CASA DA MOEDA” en aan de rechterkant de naam van de graveur “ANDRÉ LETRIA”. Op de buitenste ring van de munt staan de twaalf sterren van de Europese vlag afgebeeld. |              | |            |                   |
| |              | |            |                   |
| | Duitsland    | 50ste verjaardag van Willy Brandt's knieval van Warschau                                                        | 30.343.000 | 8 oktober 2020    |
| Omschrijving: Het ontwerp toont hoe Brandt, toenmalig Duits bondskanselier, nederig knielt voor het Monument voor de Helden van het Getto van Warschau. Het krachtige beeld van de compositie brengt de opstand in het getto van Warschau van 1943 weer tot leven. Het ontwerp beeldt betekenisvolle symbolen af die in uiterst fijn reliëf zijn aangebracht: een zevenarmige menora, de slachtoffers van het getto en de knieval. In het binnenste gedeelte van de munt staan tevens de initialen van de kunstenaar (bovenaan), het muntmerk van het respectieve munthuis (“A”, “D”, “F”, “G” of “J”), het jaar, “2020” (linksmidden), de code voor Duitsland als land van uitgifte, “D” rechtsonder), en de vermelding “50 JAHRE KNIEFALL VON WARSCHAU”. Op de buitenste ring van de munt staan de twaalf sterren van de Europese vlag afgebeeld. |              | |            |                   |
| |              | |            |                   |
| | België       | Jan van Eyck jaar 2020                                                                                          | 155.000    | 15 oktober 2020   |
| Omschrijving: Aan de binnenkant van de beeldenaar is het portret van de bekende Vlaamse kunstenaar Jan van Eyck afgebeeld, samen met zijn handtekening en een schilderspalet met ook de initialen LL, verwijzend naar de ontwerper van de munt, de heer Luc Luycx, en twee penselen. Daarboven staat de naam J. van Eyck. Omdat de Koninklijke Nederlandse Munt de munten zal slaan, staat het muntteken van Utrecht, de staf van Mercurius, onderaan samen met het Belgische muntmeesterteken, het wapen van de gemeente Herzele. De landcode BE en het jaartal 2020 staan rechts. Op de buitenste ring van de munt staan de twaalf sterren van de Europese vlag afgebeeld. |              | |            |                   |
| |              | |            |                   |
| | Vaticaanstad | 500ste sterfdag van Rafaël                                                                                      | 79.500     | 16 oktober 2020   |
| Omschrijving: Het ontwerp bestaat uit een portret van Rafaël en twee engelen. Rechts staat in een halve cirkel de inscriptie “RAFFAELLO SANZIO”. Boven de afbeelding van de twee engelen staan de jaren “1520” en “2020”, en eronder de naam van het uitgevende land “CITTA’ DEL VATICANO”. Onderaan staat het muntteken “R” en de naam van de kunstenaar “D. LONGO”. Op de buitenste ring van de munt zijn de twaalf sterren van de Europese vlag afgebeeld. |              | |            |                   |
| |              | |            |                   |
| | Monaco       | 300ste geboortedag van Honorius III                                                                             | 15.000     | 20 oktober 2020   |
| Omschrijving: Het ontwerp toont de beeltenis van Prins Honorius III. Links staat het opschrift “HONORÉ III” en rechts de naam van het land van uitgifte “MONACO”. Onderaan staat in een halve cirkel de inscriptie “1720 — Naissance — 2020”. Op de buitenste ring van de munt staan de twaalf sterren van de Europese vlag afgebeeld. |              | |            |                   |
| |              | |            |                   |
| | Litouwen     | Heuvel der Kruisen                                                                                              | 500.000    | 4 november 2020   |
| Omschrijving: Het ontwerp toont de Heuvel der Kruisen: delen van houten en ijzeren kruisen als symbool voor het Litouwse kruismakersambacht en de Litouwse volkscultuur. Het kruismakersambacht en de kruissymboliek in Litouwen zijn opgenomen in de representatieve Unesco-lijst van het immaterieel cultureel erfgoed van de mensheid. Op de munt staan de volgende inscripties: de naam van Litouwen “LIETUVA” en het jaar van uitgifte “2020” bovenaan, “KRYŽIŲ KALNAS” (de Heuvel der Kruisen) en het muntteken van de Litouwse Munt onderaan. Het ontwerp is van de hand van Rytas Jonas Belevičius. Op de buitenste ring van de munt staan de twaalf sterren van de Europese vlag afgebeeld. |              | |            |                   |
| |              | |            |                   |
| | Slowakije    | 20ste verjaardag van de toetreding tot de OESO                                                                  | 1.000.000  | 11 november 2020  |
| Omschrijving: De rechterbovenhelft van het ontwerp voor de nationale zijde toont het concept van het digitaal humanisme: gedrukte circuits in de vorm van het menselijk brein, met in het midden een cirkel die een microprocessor voorstelt. Rechts onderaan staat het Slowaakse wapenschild afgebeeld. In een vierkant dat gedeeltelijk overlapt met de hoofdafbeelding staan de woorden “20. VÝROČIE” en “VSTUP SR DO OECD” (20ste verjaardag van de toetreding van Slowakije tot de OESO). Onder het vierkant staat de naam van het uitgevende land “SLOVENSKO” en daaronder het jaar van uitgifte “2020”. Tussen het vierkant en de linkerrand van het ontwerp staat het muntteken van de munt van Kremnica (Mincovňa Kremnica), dat bestaat uit de letters “MK” tussen twee muntstempels. Onder het muntteken staan de gestileerde letters “PV”, die verwijzen naar de ontwerper Peter Valach. Op de buitenste ring van de munt staan de twaalf sterren van de Europese vlag afgebeeld. |              | |            |                   |
| |              | |            |                   |
| | Finland      | 100ste geboortedag van Väinö Linna                                                                              | 700.000    | 16 november 2020  |
| Omschrijving: De munt eert de bekende overleden Finse schrijver Väinö Linna, die in 2020 honderd jaar zou zijn geworden. Het ontwerp verwijst naar Linna’s baan in een textielfabriek en toont, afgezien van zijn gezicht, letters die als draden de woorden in zijn boeken weven. Aan de linkerkant bevindt zich de inscriptie VÄINÖ LINNA. Onderaan staat het jaar van uitgifte, “2020”, het land van uitgifte, “FI”, en het muntmerk. Op de buitenste ring van de munt staan de twaalf sterren van de Europese vlag afgebeeld. |              | |            |                   |
| |              | |            |                   |
| | Andorra      | XXVII Ibero-Amerikaanse topconferentie in Andorra                                                               | 73.500     | 9 december 2020   |
| Omschrijving: De 27e Ibero-Amerikaanse top van staatshoofden en regeringsleiders wordt in 2020 in het Vorstendom Andorra gehouden. Andorra, het nieuwste en kleinste lid van de Ibero-Amerikaanse Conferentie, zal als gastheer optreden voor deze bijeenkomst op het hoogste politieke niveau, die 19 Latijns-Amerikaanse landen omvat, samen met Spanje, Portugal en Andorra, om te werken aan gemeenschappelijke doelstellingen zoals duurzame ontwikkeling. Op de beeldenaar van de munt is een boom weergegeven die is opgebouwd uit menselijke silhouetten en tandwielen. De menselijke silhouetten symboliseren de integratie van maatschappij, cultuur en onderwijs voor het realiseren van een duurzame toekomst. De tandwielen symboliseren de synergie van beweging tussen de ideeën en voorstellen van de deelnemers aan deze top. Naast de boom staat het logo van deze 27e top. De bovenzijde ervan bestaat uit drie driehoeken die staan voor de kleuren van de Andorrese vlag. De onderzijde ervan bestaat uit zes driehoeken die staan voor de openstelling van Andorra voor de duurzame ontwikkelingsdoelstellingen. Rondom de beeldenaar staat het opschrift “XXVII CIMERA IBEROAMERICANA ANDORRA 2020” (27e Ibero- Amerikaanse top Andorra 2020). Op de buitenste ring van de munt staan de twaalf sterren van de Europese vlag afgebeeld. |              | |            |                   |
| |              | |            |                   |
| | Andorra      | 50ste verjaardag van de invoering van het algemeen vrouwenkiesrecht                                             | 60.000     | 9 december 2020   |
| Omschrijving: Op het ontwerp van de munt is een vrouwengezicht afgebeeld, omwikkeld door eindeloos bewegende lijnen. Deze lijnen worden gevormd door Catalaanse vrouwennamen die zo dicht bij elkaar staan dat ze afzonderlijk moeilijk leesbaar zijn, als eerbetoon aan de solidariteit van vrouwen in de strijd voor hun rechten. Alleen de naam “VICTORIA” wordt herhaald, als symbool voor de overwinning in de strijd om het stemrecht. De inscripties “50 ANYS DEL SUFRAGI UNIVERSAL FEMENÍ (50 jaar algemeen stemrecht voor vrouwen) en “ANDORRA 1970 - 2020” vervolledigen het ontwerp. Deze inscripties zijn op zodanige wijze in het lijnenspel geïntegreerd dat grotere nadruk komt te liggen op de verjaardag die wordt herdacht. Op de buitenste ring van de munt staan de 12 sterren van de Europese vlag afgebeeld. |              | |            |                   |
| |              | |            |                   |
| | Malta        | Spelen (vijfde en laatste uit de 'Door kinderen met solidariteit'-serie)                                        | 220.000    | 11 december 2020  |
| Omschrijving: Het ontwerp toont een aantal traditionele spelletjes die populair zijn bij Maltese kinderen. Het gaat om knikkeren, tollen, en het traditionele vervaardigen en oplaten van vliegers. Ook wordt een Maltese versie van het hinkelspel afgebeeld, dat plaatselijk bekendstaat als “passju”. De drie bijen die in een cirkel rondvliegen, zijn een verwijzing naar een populair liedje dat Maltese kinderen tijdens hun spel zingen. In het ontwerp is de naam van het land van uitgifte opgenomen, “Malta”, en het jaar van uitgifte, “2020”. Op de buitenste ring van de munt staan de twaalf sterren van de Europese vlag afgebeeld. |              | |            |                   |
| |              | |            |                   |
| | Cyprus       | 30ste verjaardag van de oprichting van het Instituut voor Neurologie en Genetica (CING)                         | 412.000    | 14 december 2020  |
| Omschrijving: Het ontwerp toont een zenuwcel met synapsen als verwijzing naar de activiteiten van het Cypriotisch instituut voor neurologie en genetica, dat zijn dertigste verjaardag viert. Het Cypriotisch instituut voor neurologie en genetica geniet internationale erkenning en speelt een actieve en essentiële rol als een regionaal, nationaal en internationaal kenniscentrum dat kwalitatieve diensten, innovatief onderzoek en postdoctoraal onderwijs aanbiedt. In een cirkel rond het ontwerp staan de naam van het land van uitgifte, “KYΠΡΟΣ - KIBRIS”, en de zin “ΙΝΣΤΙTOYΤΟ ΝΕΥΡΟΛΟΓΊΑΣ & ΓΕΝΕΤΙKHΣ KYΠΡΟY 1990-2020” (Cypriotisch instituut voor neurologie en genetica 1990-2020). Op de buitenste ring van de munt staan de twaalf sterren van de Europese vlag afgebeeld. |              | |            |                   |
| |              | |            |                   |
| | Slovenië     | 500ste geboortedag van Adam Bohorič                                                                             | 1.000.000  | 23 december 2020  |
| Omschrijving: Centraal in het ontwerp staat een meertalige slogan van de omslag van de LatijnsSloveense grammatica van Adam Bohorič, getiteld “Proste zimske urice”. De slogan in het Sloveens, geschreven in bohoričica (het naar Adam Bohorič genoemde lettertype), dat gemakkelijk herkenbaar is aan de typische letter f, staat op de onderste helft van de munt. Daarachter staat de Sloveense slogan in het Latijn, als weerspiegeling van de bijdrage van Bohorič tot de internationale academische wereld. Bovenaan het ontwerp staat in een halve cirkel de inscriptie “ADAM BOHORIČ1520/SLOVENIJA 2020”. Op de buitenste ring van de munt zijn de twaalf sterren van de Europese vlag afgebeeld. |              | |            |                   |
| |              | |            |                   |
| | Luxemburg    | Geboorte van Prins Karel (vierentwintigste uit de 'Luxemburgse dynastie'-serie)                                 | 333.500    | 24 december 2020  |
| Omschrijving: Prins Charles en zijn ouders, Hunne Koninklijke Hoogheden Erfgroothertog Guillaume en Erfgroothertogin Stéphanie, worden in het midden van het ontwerp afgebeeld. Onder die afbeelding staat de tekst “S.A.R. de Prënz Charles” (Zijne Koninklijke Hoogheid Prins Charles), gevolgd door de geboortedatum “10 mei 2020”. Aan de linkerkant wordt het woord “LËTZEBUERG”, als aanduiding voor het land van uitgifte, verticaal weergegeven. Het monogram (de letter “H” met een kroon) staat voor groothertog Henri. Op de buitenste ring van de munt staan de twaalf sterren van de Europese vlag afgebeeld. |              | |            |                   |